# Continência

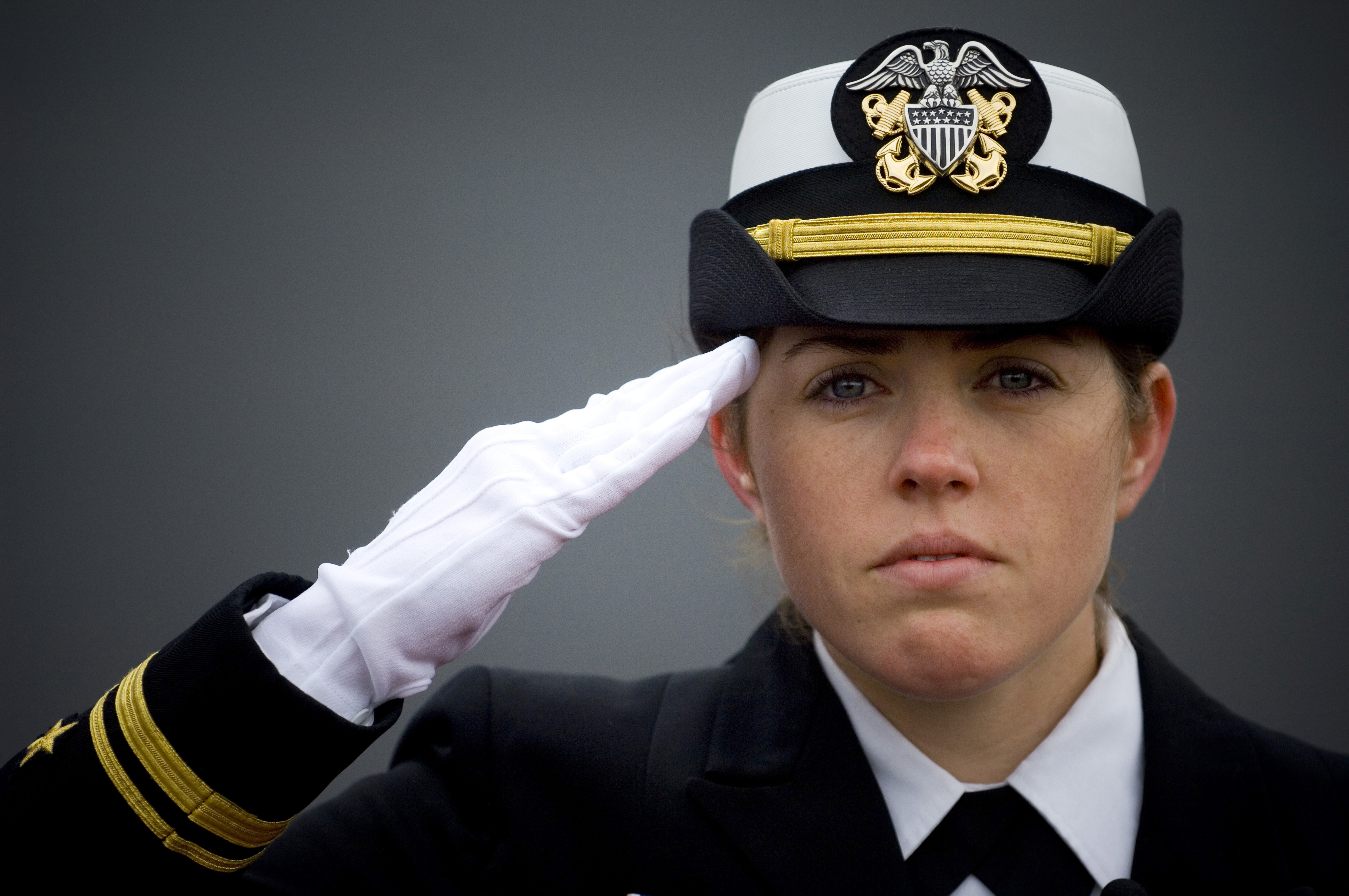
Uma militar da marinha de guerra dos Estados Unidos prestando continência.

A continência é a saudação militar e a principal maneira dos membros das forças armadas e de outras instituições militarmente organizadas e uniformizadas manifestarem respeito e apreço perante os seus superiores, pares, subordinados e símbolos. 
Em geral, é realizada de uma forma semelhante em quase todos os países e instituições militares, mas alguns detalhes específicos podem variar de acordo com as respetivas tradições. Usualmente, é feita em pé e consiste na movimentação da mão direita até junto da cabeça, colocando os dedos estendidos junto à pala da cobertura de cabeça ou ao sobrolho. Os dois principais estilos em uso, distinguem-se pela posição da palma da mão, num sendo colocada voltada para baixo e no outro voltada para a frente. Este movimento da mão é conhecido na gíria militar como "bater continência" ou "bater pala".
O conceito de continência militar é no entanto bastante mais abrangente, não se limitando ao gesto de "bater continência", mas sim abrangendo todas formas individuais e coletivas de saudação militar. Inclui assim os movimentos específicos com estandartes, espadas e armas de fogo, os toques e apitos, as salvas de artilharia e os sobrevoos com aeronaves. 

## Continência com a mão

### Origem
Existem três teorias principais sobre a origem da atual continência militar, que a explicam como tendo surgido, respetivamente, na Roma Antiga, na Idade Média ou no final do século XVIII.
A teoria da origem romana baseia-se nas representações artísticas e descrições literárias da época, que levaram vários historiadores a concluir que a saudação militar dos antigos romanos (salutatio militaris) era idêntica à forma moderna. Consistia portanto em levar a mão direita até à altura do capacete.. 
A origem medieval é a teoria mais popular e divulgada. Segundo a mesma, o gesto teria origem nos cavaleiros da Europa medieval em geral e da França em particular. Na época, os cavaleiros usavam armadura completa, incluindo elmos fechados que lhes tapavam a face. Ao saudar os seus pares e aliados e a fim de serem por eles reconhecidos, os cavaleiros levavam a mão junto ao elmo para levantar a respetiva viseira e mostrar assim a sua face. O gesto de levantar a viseira serviria também de sinal de paz, ao fazer exibir a mão direita vazia, mostrando não estar empunhando qualquer arma. Outra variante desta teoria defende que o gesto não teria origem no gesto de levantar a viseira, mas sim no gesto de a baixar imediatamente antes de se iniciar o combate, gesto que representaria também uma saudação ao inimigo que se iria enfrentar.
A teoria mais plausível contudo indica que a origem do atual gesto de bater continência date de finais do século XVIII. Até essa época, a saudação militar era idêntica à civil, consistindo em remover a cobertura de cabeça em sinal de deferência. Dado que os tricórnios eram então as coberturas mais usadas pelos militares, esse gesto não oferecia qualquer dificuldade. Contudo, na transição do século XVIII para o século XIX, a moda militar ditou a substituição dos anteriores tricórnios por coberturas de cabeça bastante mais altas e volumosas, como bicornes e barretinas, que além disso eram frequentemente presas ao queixo por cordões ou francaletes. O uso destes tipos de coberturas tornou o gesto de as remover difícil e demorado, senão mesmo impossível. Por razões práticas, o gesto de saudação militar teria sido então abreviado, limitando-se à movimentação da mão até junto da cobertura, mas já não a retirando como antigamente.

### Estilos em uso atual

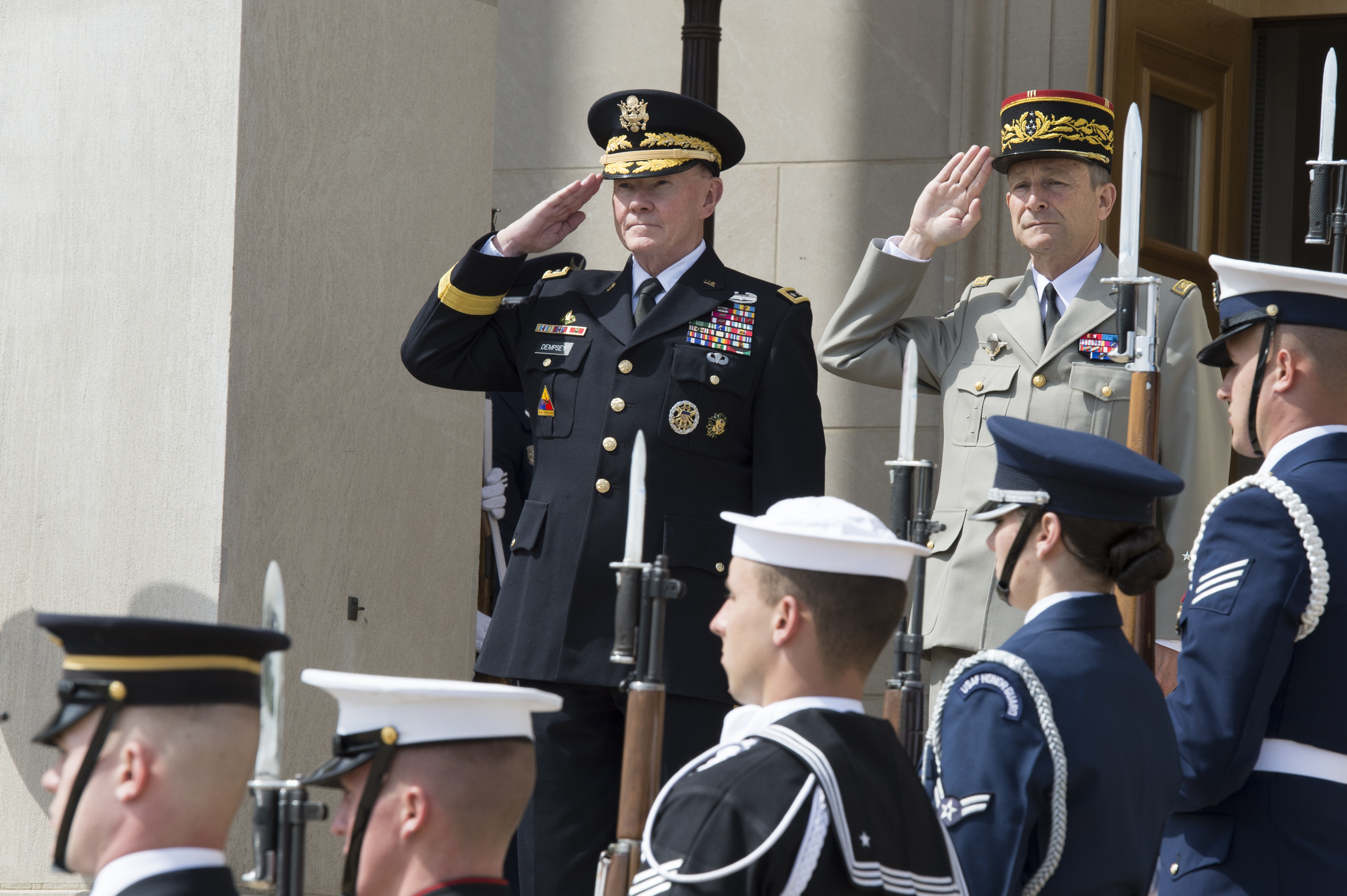
Um general do exército dos EUA e outro da França fazendo continência nas duas variantes mais comuns: com a palma voltada para baixo e com palma voltada para a frente.

Na maioria das forças militares, paramilitares e policiais do mundo, a execução da continência com a mão tem de obedecer a regras específicas, que definem como deve ser executado o movimento da mão e em que posição é que a mesma deve ser colocada junto à cabeça. Com o tempo, os diversos países e instituições militares adotaram estilos ligeiramente diferentes, que se agrupam em duas grandes variante, caraterizadas pela colocação da mão junto à cabeça com a palma voltada, respetivamente, para a frente e para baixo.
A continência com a palma da mão voltada para a frente, inclui o estilos francês, britânico e polaco.
No estilo francês de continência, a mão é colocada junto à têmpora alinhada com o antebraço, ficando portanto ligeiramente inclinada em relação ao solo. É usado na França, bem como em outros países com influência das tradições militares francesas. Constituía o estilo de continência usado em Portugal até à década de 1980, exceto na Marinha.
O estilo britânico de continência é semelhante ao anterior, mas a mão é colocada em posição paralela ao eixo do braço, ficando portanto numa posição horizontal. É usada nos exércitos e forças aéreas do Reino Unido, da maioria dos restantes países da Commonwealth e em outros países influenciados pela tradição militar britânica. As marinhas destes países não o usam contudo.
Na Polónia é usado um estilo único de continência, com a mão voltada para a frente, mas em que apenas os dedos médio e indicador estão esticados, mantendo-se os dedos mínimo e anelar dobrados e seguros com o polegar.
A continência com a palma da mão voltada para baixo constitui a segunda grande variante, sendo o estilo naval ou estilo prussiano de continência. Segundo a tradição, a continência com a palma da mão para baixo teria sido adotada pelos marinheiros com o objetivo de esconder aquelas ao saudar os oficiais, dado que tendiam a apresentar as palmas das mãos sujas pelo alcatrão da calafetagem. É hoje o estilo de continência com a mão em vigor na grande maioria dos países, incluindo todos os de língua portuguesa, os EUA, a Alemanha, Rússia e China. É também o estilo usado pelas marinhas dos países da Commonwealth, em contraste com os restantes ramos das respetivas forças armadas, que usam a palma voltada para a frente.
No estilo russo de continência, a mão é colocada junto à têmpora com a palma da mão voltada para baixo, aproximando-se daquela mas não chegando a tocar-lhe. Este estilo é usado em vários países da antiga União Soviética, como a própria Rússia e a Ucrânia, sendo também o estilo usado em Israel.

## Continência com armas individuais
A continência dos militares armados é feita com as respetivas armas individuais. Existem dois tipos principais que se aplicam se a arma individual for, respetivamente, uma arma arma branca ou uma arma ligeira.
Segundo a tradição militar europeia, seguida hoje em grande parte do mundo, um militar armado com arma branca (espada ou sabre) faz continência com a mesma, através de um movimento dividido em dois passos. Primeiro, a arma é erguida com a mão direita até o seu punho ficar em frente do pescoço e a lâmina na vertical, com o fio voltado para a esquerda. Em seguida, a arma é baixada até ficar inclinada para baixo e para a direita, ficando a ponta da lâmina junto ao solo e o seu fio voltado para a esquerda. 
Para os militares armados com armas ligeiras (espingardas, fuzis, carabinas, etc.), o método principal de fazer continência com a mesma consiste no apresentar de armas. No apresentar de armas, a arma é trazida na vertical - com o cano para cima e o gatilho para a frente - até à altura do centro do peito. As duas mãos seguram a arma junto às posições que ocupariam para a disparar, mas não tocando no gatilho.

## No mundo de língua portuguesa

### Brasil
No Brasil, a continência deve ser feita em pé, com a movimentação da mão direita até a cabeça, com a palma da mão para baixo, e pode ser individual ou da tropa. Apenas em raríssimas situações é permitido que o sinal de continência seja feito com a mão esquerda: quando a mão direita está sobrecarregada de alguma forma (embora seja rara), por exemplo, um soldado segurando um rifle na mão direita e o apoiando sobre o ombro; se o desempenho do dever exigir a mão direita para uso ou operação de equipamentos, como andar de moto; se não for possível usar a mão devido a lesão ou amputação; quando escoltando uma mulher e não é possível andar em seu lado direito.
Segundo o Regulamento de Continências, Honras, Sinais de Respeito e Cerimonial Militar das Forças Armadas Brasileiras, decreto No 2.243, de 3 de junho de 1997, em seu artigo 15º normatiza quem tem direito à continência, conforme a seguir:

I - a Bandeira Nacional;

II - o Hino Nacional, quando executado em solenidade militar ou cívica;

III - o Presidente da República;

IV - o Vice-Presidente da República;

V - o Presidente do Senado Federal, da Câmara dos Deputados e do Supremo Tribunal Federal;

VI - os Ministros de Estado;

VII - os Governadores de Estado, de Territórios Federais, e do Distrito Federal, nos respectivos territórios, ou em qualquer parte do País em visita de caráter oficial;

VIII - os Ministros do Superior Tribunal Militar;

IX - os militares da ativa das Forças Armadas;

X - os militares da reserva ou reformados;

XI - a tropa quando formada;

XII - as Bandeiras e os Hinos das Nações Estrangeiras;

XIII - as autoridades civis estrangeiras;

XIV - os militares das Forças Armadas estrangeiras;

XV - os integrantes das Polícias Militares e dos Corpos de Bombeiros Militares;

O decreto regulamenta ainda que “a continência parte sempre do militar de menor precedência hierárquica” e, quando “ocorrer dúvida sobre qual seja o de menor precedência, deve ser executada simultaneamente”. “Todo militar deve, obrigatoriamente, retribuir a continência que lhe é prestada”.

### Portugal
Nas Forças Armadas e forças de segurança de Portugal, a continência de um militar ou agente policial uniformizado e desarmado é feita de cabeça levantada, dirigindo a face para quem a recebe e elevando a mão direita aberta de modo que a falangeta do indicador vá ficar a tocar no sobrolho direito ou no ponto correspondente da cobertura da cabeça, com a palma inclinada para baixo e o braço na horizontal alinhado com os ombros. Desfaz-se a continência levando energicamente o braço ao lado do corpo. 
A continência militar com a mão foi introduzida em Portugal durante o século XIX. Era feita segundo o estilo francês, com a palma da mão voltada para frente. O estilo de continência naval, com a palma da mão voltada para baixo, foi introduzido pelo Regulamento de Continências e Honras Militares de 1930 mas então para uso exclusivo da Marinha, continuando o Exército e as restantes forças a usar o estilo francês até à década de 1980. O atual Regulamento de Continências e Honras Militares, adotado em 1980, alargou o uso do estilo de continência já uso na Marinha aos restantes ramos das Forças Armadas e às forças de segurança. Contudo, o estilo francês mantém-se ainda em uso oficioso no Regimento de Comandos do Exército, bem como continua a ser o estilo oficial de continência dos bombeiros portugueses.
Segundo o Regulamento de Continências e Honras Militares, todos os militares uniformizados têm obrigação de fazer continência a:
1. Bandeira Nacional, estandartes nacionais e Hino Nacional, como símbolos da Pátria;
2. Presidente da República;
3. Chefes de estado estrangeiros, embaixadores que oficialmente os representem e membros de famílias reais reinantes que oficialmente representem o seu monarca.

Em determinadas condições, têm também direito a continências e honras, as seguintes entidades:
1. o presidente da Assembleia da República, o primeiro-ministro, o presidente do Supremo Tribunal de Justiça, os membros do Governo e os ministros plenipotenciários estrangeiros;
2. os presidentes das assembleias e dos governos regionais dos Açores e da Madeira;
3. os governadores civis.[7]

## Na Cultura Popular
Muitos artefatos da cultura popular criaram saudações militares para fins ficcionais, na maioria das vezes com um propósito cínico ou sarcástico.
- Em seu comic book Le Dictateur et le Champignon, de 1953, o artista belga André Franquin criou uma saudação boba, usada em um país fictício da América Latina chamado Palombia. Ao saudar, os subordinados do general Zantas devem levantar as mãos sobre a cabeça, com a palma virada para a frente e, em seguida, apontar para o alto da cabeça com os polegares. Franquin repete essa ideia em seu álbum de 1957 em quadrinhos Z comme Zorglub. Aqui, os soldados conspirados do bruxo todo-poderoso da ciência Zorglub saúdam seu líder apontando suas cabeças com os dedos indicadores para cinicamente sublinhar quanto de gênio eles consideram ser.
- No universo da Marvel Comics, os membros da organização Hydra saúdam de maneira semelhante a uma saudação fascista, mas levantam as duas mãos com os punhos cerrados. Isto também é acompanhado pelo canto "Hail Hydra".
- No filme de ficção científica paródica de 1987, S.O.S. - Tem um Louco Solto no Espaço, dirigido por Mel Brooks, todos os subordinados do presidente Supremo, Skroob, saúdam-no dobrando os antebraços sobre as mãos opostas, como se estivessem prestes a lhe dar a saudação de honra, mas no último momento, eles usam as mãos levantadas para acenar-lhe adeus, em vez de mostrar-lhe o dedo do meio.
- No mangá Shingeki no Kyojin, os membros das forças armadas (e às vezes os civis em uma demonstração de respeito para com as forças armadas) saúdam dobrando os braços e colocando o punho cerrado sobre seus corações.[11] O gesto, conhecido como "oferecer corações", pretende demonstrar que os soldados estão dispostos a dar seus corpos e vidas para proteger a humanidade e garantir sua sobrevivência.
- Na comédia de ficção científica da BBC TV Red Dwarf, Arnold J. Rimmer realiza continuamente uma elaborada saudação especial que ele inventou para o Space Corps, apesar de não ser membro do Corpo. Consiste em estender a mão para fora na frente do corpo, com a palma para baixo e girá-lo cinco vezes sobre o punho (para representar os cinco anéis do Space Corps), levando a mão para perto da cabeça com a palma voltada para fora.